# حقوق مرضى الصحة النفسية في نيوزيلندا
تُكفل حقوق مرضى الصحة النفسية في نيوزيلندا بموجب قانون شرعة الحقوق النيوزيلندي لعام 1990 وقانون حقوق مستهلكي خدمات الصحة والإعاقة. ينص البند 11 من قانون شرعة الحقوق على أن "لكل شخص الحق في رفض الخضوع لأي علاج طبي". ومع ذلك، يسمح قانون الصحة النفسية (العلاج والتقييم الإلزامي) لعام 1992 بالعلاج الإلزامي للمرضى المصابين بأمراض نفسية خطيرة والذين لا يوافقون على ذلك. كما يسمح هذا التشريع باحتجاز وعلاج الأفراد الذين ارتكبوا جرائم ولكن اعتُبروا غير مؤهلين للاعتراف أو بُرِّئوا بسبب الجنون.

## العلاج الطبي وقانون الحقوق
تنص المادة 11 من قانون شرعة الحقوق على أن "لكل فرد الحق في رفض الخضوع لأي علاج طبي". ومع ذلك، يخضع العديد من مرضى الصحة النفسية للعلاج الإلزامي بموجب قانون الصحة النفسية (العلاج والتقييم الإلزامي). وتسمح المواد 4 و5 و6 من قانون شرعة الحقوق النيوزيلندي بفرض قيود معقولة على الحقوق المنصوص عليها في القانون. وتنص المادة 6 على ما يلي:
"حيثما يمكن إعطاء التشريع معنى يتوافق مع الحقوق والحريات الواردة في وثيقة الحقوق هذه، فيجب تفضيل هذا المعنى على أي معنى آخر."
تم تفسير كلمة "الجميع" في المادة 11 على أنها تعني "كل شخص مؤهل للموافقة". تلعب الكفاءة دورًا مهمًا في اتخاذ القرار من قبل الطاقم الطبي عند السعي إلى علاج المرضى بشكل إلزامي.
قضية ري م
طُعِنَ في تشريع الصحة العقلية السابق، قانون الصحة العقلية لعام 1969، بموجب قانون شرعة الحقوق النيوزيلندي (NZBORA) عام 1991 في قضية "ري م". في يونيو 1984، احتُجز "م" من قِبل خدمات الصحة العقلية بعد أن كشف عن نيته قتل امرأة أصبح مهووسًا بها ثم الانتحار. خلص الطاقم الطبي إلى أن هوسه كان شديدًا لدرجة الوهم، وأن خطره على نفسه وعلى الآخرين كان كبيرًا بما يكفي لاحتجازه بموجب المادة 24 من قانون الصحة العقلية لعام 1969. نظرت المحكمة العليا في نيوزيلندا فيما إذا كان احتجاز الرجل، بموجب قانون شرعة الحقوق لعام 1990، "تعسفيًا". وقُضِيَ بأن رفض إطلاق سراح "م" لم يكن تعسفيًا، استنادًا إلى أدلة على أنه مصاب باضطراب عقلي، وأنه يشكل خطرًا على كل من الجمهور ونفسه. ويتبع هذا التفسير القانون الحالي.

## قانون حقوق مستهلكي خدمات الصحة والإعاقة
دخل قانون حقوق مستهلكي خدمات الصحة والإعاقة حيز النفاذ عام 1996. وهو تشريع تابع، مُصرّح به بموجب قانون مفوض الصحة والإعاقة لعام 1994. ويحدد القسم 20(1) من قانون مفوض الصحة والإعاقة المسائل التي ينبغي أن يغطيها القانون. ويشمل ذلك مبدأ عدم إجراء أي إجراء رعاية صحية دون موافقة مستنيرة، باستثناء بعض التشريعات أو الأحكام الواردة في القانون، وواجبات والتزامات مقدمي الرعاية الصحية، وحقوق المستهلكين.
الحقوق بموجب القانون
1. الحق في أن يتم التعامل معك باحترام.
2. الحق في الحرية من التمييز والإكراه والمضايقة والاستغلال.
3. الحق في الكرامة والاستقلال.
4. الحق في الخدمة بمستوى مناسب.
5. الحق في التواصل الفعال.
6. الحق في الحصول على المعلومات الكاملة.
7. الحق في اتخاذ خيار مستنير وإعطاء موافقة مستنيرة.
8. الحق في الدعم.
9. الحقوق المتعلقة بالتدريس والبحث.
10. الحق في الشكوى.[7]

مع أن هذا القانون قد صدر بعد قانون الصحة النفسية (العلاج والتقييم الإلزامي)، إلا أنهما ليسا متعارضين. وكما هو منصوص عليه في البند 5، "لا يُلزم أيٌّ من أحكام القانون مُقدِّم الرعاية الصحية بالتصرف بما يُخالف أي التزام أو واجب قانوني مفروض بموجب أي تشريع آخر، أو يمنعه من القيام بعملٍ مُصرَّح به بموجب أي تشريع آخر". ووفقًا لسيلفيا بيل،
"إن القيمة الحقيقية لهذا القانون في السياق النفسي تكمن في تأكيده على واجب مقدمي الخدمات في ضمان ممارسة العمليات السريرية بطريقة احترافية، وإعطاء الأطباء والعاملين في مجال الصحة العقلية الاحترام المناسب لحقوق الإنسان للمرضى".

## قانون الصحة العقلية (العلاج والتقييم الإلزامي) لعام 1992
وفقا لجون داوسون،
"إن القانون الجديد هو حل وسط بين المطالب المتنافسة - من أجل الوصول السريع إلى العلاج في حالات الطوارئ الحقيقية، ومن أجل احترام أكبر لكرامة المرضى، والالتزام بإجراءات أكثر عدالة في إجراءات الصحة العقلية، والاستمرار في حماية الأسر والجمهور من الأشخاص "الخطرين" الحقيقيين."
يجوز علاج المرضى النفسيين إجباريًا بموجب القانون. يسمح الجزء الأول بالتقييم والعلاج الإلزامي للمريض. تنص المادة 8 على أنه يجوز لأي شخص التقدم بطلب إلى مدير خدمات الصحة النفسية بالمنطقة (داهمز) لتقييم شخص يُعتقد أنه يعاني من مرض نفسي. تنص المادة 8ب على أن هذا الطلب يجب أن يكون مصحوبًا بشهادة من أخصائي طبي يعتقد أن الشخص يعاني من اضطراب نفسي. يتم بعد ذلك ترتيب التقييم بموجب أحكام المادة 9 من القانون. إذا تبين أن المريض "مضطرب نفسيًا" خلال هذا التقييم الأولي، فسيتعين عليه مواصلة المتابعة لمدة تصل إلى 19 يومًا. بعد هذه الفترة، يجوز للطبيب المسؤول التقدم بطلب إلى محكمة الأسرة للحصول على أمر علاج إلزامي بموجب المادة 28 من القانون. قد يكون هذا إما أمر علاج مجتمعي (المادة 29) أو أمر إقامة داخلية (المادة 30).
تعريف الاضطراب العقلي
يُعرَّف الاضطراب العقلي في المادة 2 من القانون، وهو:
حالة ذهنية شاذة (سواء كانت مستمرة أو متقطعة)، تتميز بأوهام، أو اضطرابات في المزاج أو الإدراك أو الإرادة أو الإدراك، لدرجة أنها -
"(أ) تُشكل خطرًا جسيمًا على صحة أو سلامة ذلك الشخص أو الآخرين؛ أو
"(ب) تُضعف بشكل خطير قدرة ذلك الشخص على رعاية نفسه."
الاضطراب العقلي ليس تشخيصًا سريريًا بل هو تعريف قانوني. يتطلب اكتشاف الاضطراب العقلي إثبات أربعة عناصر:
1. حالة ذهنية غير طبيعية؛
2. ما إذا كانت الحالة الذهنية غير الطبيعية ذات طبيعة مستمرة أو متقطعة؛
3. ما إذا كانت الحالة العقلية غير الطبيعية تتميز بالأوهام أو اضطرابات المزاج أو الإدراك أو الإرادة أو الإدراك؛
4. درجة الخطورة التي تمثل خطرًا على الذات أو الآخرين أو تقلل بشكل خطير من القدرة على رعاية الذات.[13]

تنشأ صعوبة حول العلاج الإجباري، فبينما يُعد تعريف الاضطراب النفسي تعريفًا قانونيًا وليس طبيًا، فإن قرارات احتجاز المريض أو فرض العلاج الإجباري تقع على عاتق الطاقم الطبي. عندما يقرر الطبيب ما إذا كان سيعالج شخصًا ما دون موافقته أم لا، فقد يختلف تطبيقه لمتطلبات العلاج الإجباري عن زملائه. تُجادل ستيفاني دو فريسن.
يرغب بعض الأطباء السريريين في الاطلاع على أدلة على الأمراض النفسية المذكورة في تعريف الاضطراب العقلي قبل استنتاج وجود اضطراب نفسي. ويتفق آخرون على أن الإشارة إلى الأمراض النفسية "المتقطعة" غير موجودة في تقييم s10، ولكن تم وصفها بشكل مقنع في التقييمات السريرية الحديثة التي أجراها آخرون.
حالة ذهنية غير طبيعية
في حين أن المادة 2 غير واضحة بشأن ما يُشكل "حالة ذهنية غير طبيعية"، فقد وجدت المحاكم أن هذا مصطلح قانوني "يقيس الحالة الذهنية للمريض بالإشارة إلى ما يُنظر إليه على أنه طبيعي من قِبل المجتمع". يسمح هذا التعريف للحالات التي يُمكن تصنيفها كاضطراب عقلي من قِبل المهنة الطبية (مثل الخلل الوظيفي الجنسي) بتجنب التعريف القانوني الذي يسمح لمن يعانون من هذه الحالة بالخضوع للعلاج الإجباري بموجب قانون الصحة العقلية.
مستمر أو متقطع
لا يعني شفاء المرض النفسي بالضرورة شفاء الفرد من الاضطراب النفسي. إن إضافة كلمة "متقطع" تتيح للأطباء مجالاً لضمان التزام المريض بالعلاج في الحالات التي يُسبب فيها العلاج شفاءً، بينما يؤدي إيقافه إلى عودة المرض.

## الجزء السادس من القانون
يحدد الجزء السادس من قانون الصحة النفسية حقوق المرضى الذين يتلقون رعاية الصحة النفسية. وهذه الحقوق هي:
1. الحق العام في الحصول على المعلومات.[16]
2. احترام الهوية الثقافية.[17]
3. الحق في العلاج.[18]
4. الحق في الحصول على معلومات حول العلاج.[19]
5. حقوق إضافية في حالة التسجيل المرئي أو الصوتي.[20]
6. الحق في الحصول على المشورة النفسية المستقلة.[21]
7. الحق في الاستشارة القانونية.[22]
8. الحق في الشركة والعزلة.[23]
9. الحق في استقبال الزوار وإجراء المكالمات الهاتفية.[24]
10. الحق في استلام الرسائل والمراسلات البريدية.[25]
11. الحق في إرسال الرسائل والمواد البريدية.[26]
12. الحق في الشكوى عند انتهاك الحقوق.[27]

في حين تم تضمين عدد من هذه الحقوق في قانون الصحة العقلية السابق (1969)، فإن البعض الآخر جديد على التشريع. ومع ذلك، فقد اعتُبر البعض، مثل الحق في استقبال الزوار وإجراء المكالمات الهاتفية، أساسيًا وكان من غير الضروري تضمينها في التشريع. تنص المادة 64 من القانون على أنه يجب على الشخص أن يتلقى بيانًا بحقوقه بموجب القانون كتابيًا عند بدء العلاج. ومع ذلك، في الممارسة العملية قد لا يكون من المناسب دائمًا إعطاء هذه المعلومات للمرضى إذا كانوا مرضى بشكل حاد. هذه الحقوق سياقية. يتمتع المرضى بهذه الحقوق بسبب وضعهم كمريض نفسي داخلي.
الموافقة المستنيرة
في علاج الصحة النفسية، لا تُقاس أهلية الموافقة بناءً على حالة الشخص النفسية (أي ما إذا كان قد شُخِّص بمرض نفسي)، بل بناءً على أهمية القرار المطلوب اتخاذه. قد يكون المرضى قادرين على الموافقة (أو رفض) بعض الإجراءات دون غيرها.

## المرضى الخاصين
المريض الخاص هو شخص دخل نظام الصحة النفسية عبر نظام العدالة الجنائية. وهو فردٌ وُجد غير مؤهلٍ للترافع، أو بُرِّئَ بسبب الجنون، أو أُودع مستشفىً أو منشأةً بعد إدانته. يخضع المرضى الخاصون لضوابطٍ أشدّ بكثير فيما يتعلق بقرارات إعادة التصنيف والتسريح، بينما يجوز للأطباء ببساطة تسريح المرضى من المستشفى مباشرةً. لا يُتَّخذ قرار تسريح المريض الخاص بناءً على استجابة المريض السريرية، بل بناءً على المخاوف الأهم المتعلقة بسلامة الجمهور.

## روابط خارجية
- الموقع الإلكتروني لهيئة الصحة والإعاقة.
- موقع قانون المجتمع حول قانون الصحة العقلية.
- مكتب استشارات المواطنين بشأن قانون الصحة العقلية.